# Sven Franjković
Sven Franjković (* 21. Juli 2006) ist ein kroatischer Leichtathlet, der sich auf den Langstreckenlauf spezialisiert hat.

## Sportliche Laufbahn
Erste Erfahrungen bei internationalen Meisterschaften sammelte Sven Franjković im Jahr 2022, als er bei den U18-Balkan-Meisterschaften in Bar in 9:06,22 min den vierten Platz im 3000-Meter-Lauf belegte. Anschließend gelangte er beim Europäischen Olympischen Jugendfestival (EYOF) in Banská Bystrica mit 9:12,67 min auf den neunten Platz. Im Jahr darauf wurde er beim EYOF in Maribor in 8:43,26 min Zehnter und 2025 belegte er bei den U20-Balkan-Meisterschaften in Craiova in 8:42,06 min den vierten Platz.
2023 wurde Franjković kroatischer Hallenmeister im 3000-Meter-Lauf.

## Persönliche Bestleistungen
- 3000 Meter: 8:29,14 min, 14. Juni 2025 in Karlovac
  - 3000 Meter (Halle): 8:37,31 min, 19. Februar 2023 in Zagreb